# Jordan Goodwin
Jordan Goodwin, né le 23 octobre 1998 à Centreville dans l'Illinois, est un joueur américain de basket-ball mesurant 1,88 m et évoluant au poste de meneur.

## Biographie
En octobre 2022, il signe un contrat two-way en faveur des Wizards de Washington. En février 2023, le contrat de Goodwin est converti en un contrat plein sur plusieurs saisons.
En juin 2023, Goodwin est envoyé aux Suns de Phoenix dans le cadre du transfert de Bradley Beal.
En février 2024, il est transféré aux Nets de Brooklyn. Il est coupé dans la foulée puis signé par les Grizzlies de Memphis via un contrat de 10 jours. Fin février 2024, son contrat de 10 jours est converti en un contrat two-way.
En février 2025, Goodwin signe un contrat two-way en faveur des Lakers de Los Angeles. Fin mars 2025, son contrat two-way est converti en un contrat standard. Le contrat est rompu par les Lakers en juillet 2025.
En juillet 2025, il est récupéré par les Suns de Phoenix.

## Palmarès et distinctions personnelles

### Universitaires
- 2× First-team All-Atlantic 10 (2020, 2021)
- 2× Atlantic 10 All-Defensive Team (2020, 2021)

## Statistiques

### Universitaires
Les statistiques de Jordan Goodwin en matchs universitaires sont les suivantes :
| Saison    | Équipe      | Matchs | Titul. | Min./m | % Tir | % 3pts | % LF | Rbds/m. | Pass/m. | Int/m. | Ctr/m. | Pts/m. |
| --------- | ----------- | ------ | ------ | ------ | ----- | ------ | ---- | ------- | ------- | ------ | ------ | ------ |
| 2017-2018 | Saint-Louis | 26     | 26     | 33,4   | 37,2  | 23,5   | 69,1 | 7,50    | 4,00    | 2,00   | 0,60   | 11,50  |
| 2018-2019 | Saint-Louis | 36     | 35     | 34,2   | 40,3  | 26,3   | 51,1 | 7,50    | 3,40    | 1,80   | 0,30   | 10,50  |
| 2019-2020 | Saint-Louis | 31     | 31     | 35,9   | 47,3  | 28,2   | 53,8 | 10,40   | 3,10    | 2,10   | 0,20   | 15,50  |
| 2020-2021 | Saint-Louis | 21     | 21     | 33,1   | 43,0  | 31,4   | 64,3 | 10,10   | 3,90    | 2,00   | 0,20   | 14,50  |
| Total     | Total       | 114    | 113    | 34,3   | 42,3  | 27,1   | 58,0 | 8,80    | 3,50    | 2,00   | 0,30   | 12,80  |

### Professionnelles
| Saison    | Équipe     | Matchs | Titul. | Min./m | % Tir | % 3pts | % LF | Rbds/m. | Pass/m. | Int/m. | Ctr/m. | Pts/m. |
| --------- | ---------- | ------ | ------ | ------ | ----- | ------ | ---- | ------- | ------- | ------ | ------ | ------ |
| 2021-2022 | Washington | 2      | 0      | 3,0    | 0,0   | 0,0    | 0,0  | 0,50    | 0,00    | 0,00   | 0,00   | 0,00   |
| 2022-2023 | Washington | 62     | 7      | 17,8   | 44,8  | 32,2   | 76,8 | 3,30    | 2,70    | 0,90   | 0,40   | 6,60   |
| Total     | Total      | 64     | 7      | 17,4   | 44,4  | 31,9   | 76,8 | 3,20    | 2,60    | 0,90   | 0,40   | 6,40   |